# ثيوميرسال
الثيوميرسال (بالإنجليزية: Thiomersal)‏ هو مركب عضوي من الزئبق، وعامل مطهر ومضاد للفطريات. أعطت شركة الأدوية إيلاي ليلي وشركاءه الثيومرسال الاسم التجاري Merthiolate.
اُستُخدِم مادةً حافظةً في اللقاحات، ومستحضرات الغلوبولين المناعي، ومستضدات اختبار الجلد، ومضادات السموم، ومنتجات العيون والأنف، وأحبار الوشم. على الرغم من الإجماع العلمي على أن المخاوف بشأن سلامته غير مثبتة، فقد شَكِّكَتْ مجموعات مكافحة التطعيم في استخدامه كمادة حافظة للقاح. بسبب هذا الضغط العام، تُخُلِّصَ تدريجيًا من هذه المادة من لقاحات الأطفال الروتينية في الولايات المتحدة، والاتحاد الأوروبي، وعدد قليل من البلدان الأخرى استجابةً للمخاوف الشعبية. ويظل قيد الاستخدام كمادة حافظة للقاحات الإنفلونزا السنوية.